# Дьор (мини-футбольный клуб)
«Раба ЭТО» — венгерский мини-футбольный клуб из Дьёра. Основан в 2006 году. На данный момент является наиболее титулованным клубом Венгрии и играет в Нейзбети Байносак 1, высшем дивизионе в структуре венгерского мини-футбола.

## Названия клуба
- 2006 — 2007 Унихалл
- 2007 — 2009 Аррабона
- 2009 — 2010 Дюна Такарек ЭТО
- с 2010 Раба ЭТО

## Достижения
- Чемпион Венгрии по мини-футболу (5) : 2010, 2011, 2012, 2013, 2015
- Обладатель Кубка Венгрии по мини-футболу (5) : 2010, 2011, 2013, 2014, 2015
- Обладатель Суперкубка Венгрии по мини-футболу (5) : 2010, 2011, 2012, 2013, 2014